# Права человека на Фиджи
Фиджи — островное государство в Меланезии в южной части Тихого океана с населением свыше 935 000 человек. Он состоит из фиджийцев (57 процентов), индофиджийцев (37 процентов), европейцев, китайцев, жителей других тихоокеанских островов и людей смешанного расового происхождения (6 процентов). Фиджи находится в состоянии политических волнений с момента обретения независимости от Великобритании в 1970 году.
Обычно политическая система Фиджи представляет собой парламентскую представительную демократическую республику. С момента обретения Фиджи независимости от Великобритании в 1970 году произошло четыре военных переворота. С 1987 года военные либо оказали значительное влияние на политику Фиджи, либо прямо правили. С декабря 2006 года по сентябрь 2014 года Фиджи управлялось поддерживаемым военными режимом, после чего в результате всеобщих выборов было восстановлено парламентское гражданское правительство.

## Международные договоры
Фиджи стала членом Организации Объединённых Наций 13 октября 1970 года. Фиджи присоединилась к некоторым, но не к большинству из ключевых договоров по правам человека. Фиджи является участником конвенций против расизма (Международная конвенция о ликвидации всех форм расовой дискриминации) и дискриминации в отношении женщин (Конвенция о ликвидации всех форм дискриминации в отношении женщин), а также о правах ребёнка (Конвенция о правах ребёнка).
В марте 2016 года Фиджи ратифицировала Конвенцию против пыток. Фиджи не присоединились к пактам о гражданских и политических правах (Международный пакт о гражданских и политических правах) или об экономических, социальных и культурных правах (Международный пакт об экономических, социальных и культурных правах). Фиджи также не является участником конвенции об инвалидах (Конвенция о правах инвалидов).

## Защита прав человека в Конституции и национальном законодательстве
Самая последняя конституция Фиджи была принята в 2013 году, заложив основу для восстановления демократии.
Четвёртая глава Конституции Фиджи 1997 года под названием Билль о правах состоит в общей сложности из 23 разделов и содержит положения о защите прав человека. Конституция 1997 года была высшим законом Фиджи с момента её создания в 1997 году до апреля 2009 года. Однако она была приостановлена президентом Хосефа Илоило в апреле 2009 года после того, как Апелляционный суд Фиджи постановил, что находившееся у власти военное правительство, пришедшее к власти в результате государственного переворота в 2006 году, незаконно.
Несмотря на то, что Конституция Фиджи была отменена в 2009 году, президент 10 апреля 2009 года издал «Указ о действующем законе 2009 года», в котором говорится, что все «действующие законы, действовавшие непосредственно до 10 апреля 2009 года, остаются в силе…» «Существующие законы» означают все писаные законы, кроме Закона о внесении поправок в Конституцию 1997 года. Этот указ гарантировал дальнейшее действие всех местных законов, касающихся прав человека, действующих на Фиджи во время отмены Конституции включительно.
Новая Конституция, представленная в 2013 году, включает Билль о правах (глава 2, статьи 6-45). Он защищает, среди прочего, право на habeas corpus, право на надлежащую правовую процедуру, свободу выражения мнений, свободу передвижения и ассоциации, свободу совести, право на неприкосновенность частной жизни, право участвовать посредством выборов в политическом процессе, защиту от дискриминации (по любому признаку, включая этническую принадлежность, пол, социальное происхождение, сексуальную ориентацию, возраст, «экономическое или социальное состояние, или состояние здоровья», инвалидность или религию), права собственности, право на образование, «право каждого человека на работу и просто минимальная заработная плата», право на достаточное жилище, доступ к пище и воде, а также право на здоровье и схемы социального обеспечения. Он также гарантирует (статья 40) «право на чистую и здоровую окружающую среду, включая право на охрану мира природы на благо нынешнего и будущих поколений».

## Комиссия по правам человека на Фиджи
См. также: Комиссия по правам человека на Фиджи
Указ о Комиссии по правам человека 2009 года был принят военным режимом для создания Комиссии и закладывает основу для её работы в стране и за её пределами. С тех пор Комиссия играет жизненно важную роль в продвижении прав человека на Фиджи и их защите за рубежом. Во время конституционного кризиса на Фиджи в 2009 году Комиссия по правам человека Фиджи продемонстрировала поддержку тогдашнему президенту Рату Хосефа Илоило, заявив, что «у президента не было другого выбора, кроме как отменить Конституцию 1997 года после того, как Апелляционный суд Фиджи постановил, что временное правительство было незаконным». Однако глава Фиджийской комиссии по правам человека Шаиста Шамим также заявила, что Комиссия будет действовать так, как будто Билль о правах, часть Конституции, по-прежнему имеет юридическую силу.

## Нарушение прав человека
Универсальный периодический обзор, который показывает прогресс, включая в себя обзор отчётов о правах человека в государствах-членах ООН, проводимый Советом по правам человека каждые четыре года, рассматривал ситуацию с правами человека на Фиджи в августе 2009 года.
«Фиджи остаётся военной диктатурой, которая отказывает своим гражданам в праве на участие в самоуправлении посредством свободных и справедливых выборов, а также в свободе слова, печати, собраний и религии. После государственного переворота 5 декабря 2006 года военные и полиция произвольно арестовывали и задерживали правозащитников, журналистов и других лиц, критиковавших администрацию. Четыре человека погибли во время содержания под стражей в вооружённых силах или в полиции, и десятки людей были запуганы, избиты, подверглись сексуальному насилию или унижающему достоинство обращению. Временная администрация Фиджи продолжает не поддерживать верховенство закона и серьёзно подрывает независимость судебной власти. После переворота 2006 года специальные процедуры ООН не посещали Фиджи. Ожидается визит Специального докладчика ООН по вопросам независимости судей и адвокатов, хотя правительство Фиджи не сообщило подходящее время для этого визита. Правительство не ответило на просьбу о посещении Специального докладчика по вопросу о пытках и других жестоких, бесчеловечных или унижающих достоинство видах обращения и наказания».

## Основные недавние события
1. Фиджи ратифицировала Конвенцию Организации Объединённых Наций против пыток в марте 2016 года.
2. Фиджи добивается подачи заявки в Совет Безопасности ООН по правам человека в 2015 году, но позже отозвала свою заявку, когда премьер-министр заявил, что Фиджи должны решить текущие проблемы, которые требуют немедленных действий, такие как изменение климата и глобальное потепление, прежде чем официально подавать заявку на место в Совете[5].
3. Создание Народной хартии перемен, мира и прогресса[англ.] в 2008 году для улучшения отношений в области прав человека в стране и за рубежом[6].
4. Указ о Комиссии по правам человека 2009 года принят военным режимом, учреждает Комиссию и закладывает основу для её работы в стране и за её пределами.

### Основные проблемы
1. Равенство и недискриминация
2. Свобода религии или убеждений, выражения мнений, ассоциации и мирных собраний, а также право на участие в общественной и политической жизни
3. Право на жизнь, свободу и личную неприкосновенность
4. Отправление правосудия, включая безнаказанность, и верховенство закона
5. Право на брак и семейную жизнь
6. Свобода передвижения
7. Право на труд и на справедливые и благоприятные условия труда
8. Право на образование
9. Права меньшинств и коренных народов

## Предлагаемые реформы
В июле 2009 года исполняющий обязанности премьер-министра Воренге Байнимарама объявил, что к 2013 году на Фиджи будет принята новая конституция. Эта новая конституция будет основана на Народной хартии перемен, мира и прогресса, а также на «обширных консультациях с политическими партиями, неправительственными организациями и простыми гражданами».
Специальный докладчик Организации Объединённых Наций призвал правительство Фиджи укрепить свою Комиссию по правам человека путём ратификации нескольких ключевых международных соглашений, включая Международный пакт о гражданских и политических правах и Соглашение МОТ о коренных народах и народах, ведущих племенной образ жизни от 1989 года. Он призвал укрепить Комиссию Фиджи по правам человека и борьбе с дискриминацией и мирно бороться с разжиганием ненависти в социальных сетях без ущемления свободы выражения мнения людей. По его словам, это ключевые проблемы, которые сдерживают нацию от того, чтобы сделать шаг вперёд в своих отношениях с правами человека.